# 小行星10988
小行星10988（10988 Feinstein）是一颗绕太阳运转的小行星，为主小行星带小行星。该小行星于1968年7月发现。

## 轨道参数
小行星10988的轨道半长轴为341 039 500 km（2.2796758 UA），离心率为0.259。